# フラット・アウト
『フラット・アウト』（Flat Out）は、アメリカ合衆国のジャズ・ギタリスト、ジョン・スコフィールドが1989年に発表したスタジオ・アルバム。

## 背景
スコフィールドは当時、1986年よりデニス・チェンバースらと共に活動してきた自身のグループの活動を休止し、アコースティック色やニューオーリンズ・ファンク色の強い音楽性を追求していた。本作ではミーターズの「シシー・ストラット」、ヒューイ・"ピアノ"・スミスの「ロッキン・ニューモニア」といった、ニューオーリンズR&Bの楽曲がカヴァーされている。なお、スコフィールドは過去にニューオーリンズでギグを行った際、本作でサイドマンを務めたジョニー・ヴィダコヴィッチと共演したことがあり、当時の印象に関して「スネアドラムを片手でバンジョーのように演奏して、たった一人でストリートのパレードそのものを体現していた」と語っている。
LPは9曲入りだが、CDは「フラット・アウト」が追加されて10曲入りとなり、曲順も異なる。スコフィールドは本作を最後にグラマヴィジョン・レコードを離れ、ブルーノート・レコードに移籍した。

## 反響・評価
アメリカでは『ビルボード』のジャズ・アルバム・チャートで3位に達した。スコット・ヤナウはオールミュージックにおいて5点満点中4点を付け「彼の特徴であるディストーションのかかったサウンドに反して、スコフィールドが演奏するソロの中には、ほぼバップ的と呼んでいいものもある」と評している。

## トラック・リスト
特記なき楽曲はジョン・スコフィールド作。

### LP

#### サイドA
| #  | タイトル                                                                          | 作詞 | 作曲・編曲 | 時間 |
| -- | --------------------------------------------------------------------------------- | ---- | ---------- | ---- |
| 1. | 「Cissy Strut」(Art Neville, Leo Nocentelli, George Porter, Jr., Ziggy Modeliste) |      |            | 2:57 |
| 2. | 「Secret Love」(Sammy Fain, Paul Francis Webster)                                 |      |            | 5:56 |
| 3. | 「All the Things You Are」(Oscar Hammerstein, Jerome Kern)                        |      |            | 7:40 |
| 4. | 「In the Cracks」                                                                 |      |            | 4:50 |

#### サイドB
| #  | タイトル                                  | 作詞 | 作曲・編曲 | 時間 |
| -- | ----------------------------------------- | ---- | ---------- | ---- |
| 1. | 「The Boss's Car」                        |      |            | 7:02 |
| 2. | 「Science and Religion」                  |      |            | 4:44 |
| 3. | 「Softy」                                 |      |            | 4:37 |
| 4. | 「Evansville」                            |      |            | 5:56 |
| 5. | 「Rockin' Pneumonia」(Huey "Piano" Smith) |      |            | 4:01 |

### CD
| #   | タイトル                                                                                      | 作詞 | 作曲・編曲 | 時間 |
| --- | --------------------------------------------------------------------------------------------- | ---- | ---------- | ---- |
| 1.  | 「シシー・ストラット - Cissy Strut」(A, Neville, L. Nocentelli, G. Porter, Jr., Z. Modeliste) |      |            | 2:57 |
| 2.  | 「シークレット・ラヴ - Secret Love」(S. Fain, P. F. Webster)                                  |      |            | 5:56 |
| 3.  | 「オール・ザ・シングス・ユー・アー - All the Things You Are」(O. Hammerstein, J. Kern)        |      |            | 7:40 |
| 4.  | 「イン・ザ・クラックス - In the Cracks」                                                      |      |            | 4:50 |
| 5.  | 「ソフティー - Softy」                                                                        |      |            | 4:37 |
| 6.  | 「サイエンス・アンド・リリジョン - Science and Religion」                                     |      |            | 4:44 |
| 7.  | 「ザ・ボスズ・カー - The Boss's Car」                                                         |      |            | 7:02 |
| 8.  | 「エヴァンズヴィル - Evansville」                                                             |      |            | 5:56 |
| 9.  | 「フラット・アウト - Flat Out」                                                               |      |            | 3:42 |
| 10. | 「ロッキン・ニューモニア - Rockin' Pneumonia」(H. Smith)                                      |      |            | 4:01 |

## パーソネル
トラック・ナンバーはCDに準拠。
- ジョン・スコフィールド - ギター
- ドン・グロルニック - ハモンドオルガン
- アンソニー・コックス - ダブル・ベース
- ジョニー・ヴィダコヴィッチ（英語版） - ドラムス(#1, #2, #4, #5, #6, #9, #10)[1]
- テリ・リン・キャリントン - ドラムス(on #3, #7, #8)[1]